# 알라닌올
알라닌올(영어: alaninol)은 화학식이 CH3CH(NH2)CH2OH인 유기 화합물이다. 무색 고체인 이 화합물은 아미노 알코올로 분류된다. 수소화 알루미늄 리튬 등의 강한 환원제로 알라닌의 카복실기를 하이드록실기로 전환시켜 생성할 수 있다. 이 화합물은 카이랄성이며 카이랄성 화합물의 일반적인 경우와 마찬가지로 라세미체의 물리적 특성은 거울상 이성질체의 물리적 특성과 다소 다르다. 알라닌올은 비대칭 촉매작용에 사용되는 수많은 카이랄 리간드의 전구체이다.

## 같이 보기
- 알라닌
- 아미노 알코올